# Markowice (Strzelno)

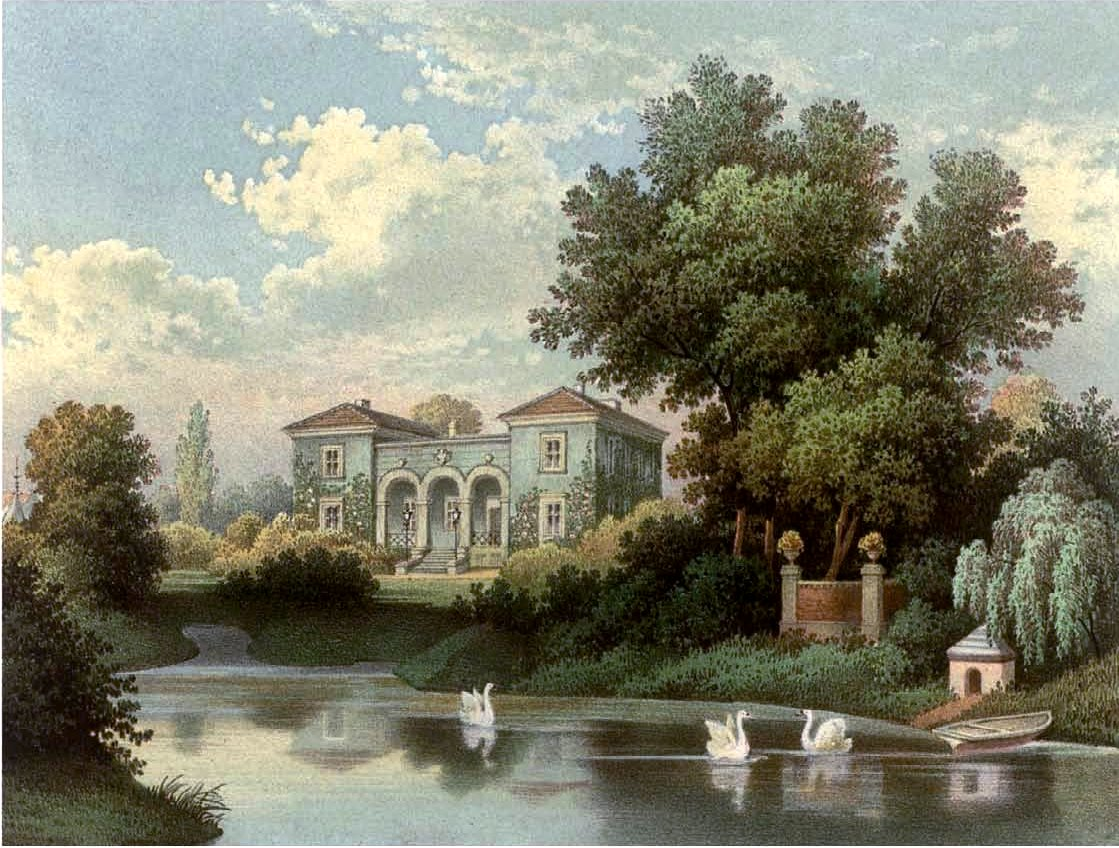
Gut Markowitz um 1860, Sammlung Alexander Duncker

Das Dorf Markowice (deutsch Markowitz) liegt im Powiat Mogileński in der Woiwodschaft Kujawien-Pommern. Mit der ersten polnischen Teilung 1772 fiel der Ort an Preußen und gehörte als Teil der preußischen Provinz Posen zunächst zum Kreis Inowrazlaw, nach dessen Aufteilung 1886 zum neugeschaffenen Kreis Strelno.
Das gleichnamige Gut ist die Geburtsstätte des polnischen Dichters und Unabhängigkeitskämpfers Gustaw Zieliński sowie des Philologen Ulrich von Wilamowitz-Moellendorff. Es befand sich Anfang des 19. Jahrhunderts im Besitz der polnischen Adelsfamilie Zieliński. Durch die aktive Beteiligung und Finanzierung der Aufstände Gustaw Zielinskis gegen die russische Fremdherrschaft kam es zur Enteignung und Mitte des 19. Jahrhunderts wurde das Gut an die Familie Wilamowitz-Moellendorf verkauft.

## Söhne und Töchter des Ortes
- Gustaw Zieliński (1809–1881), polnischer Dichter
- Hugo von Wilamowitz-Moellendorff (1840–1905), preußischer Politiker, Oberpräsident von Posen
- Ulrich von Wilamowitz-Moellendorff (1848–1931), deutscher Philologe
- Grzegorz Roszak (* 1955), polnischer Politiker